# Trasquera
Trasquera är en ort och kommun i provinsen Verbano Cusio Ossola i regionen Piemonte i Italien. Kommunen hade 175 invånare (2018).